# Jan Tyl
Jan Tyl (* 26. května 1979) je český vývojář a analytik, který se zabývá propagací a vývojem umělé inteligence. Je zakladatel a CEO společnosti Alpha Industries. Byl součástí první série české reality show Zrádci.

## Vzdělání a kariéra
Vystudoval na Husitské teologické fakultě Univerzity Karlovy obor učitelství etiky, filosofie a náboženství. Pracovně začínal jako analytik a konzultant v různých bankovních domech, kde se věnoval hlavně zabezpečení elektronického bankovnictví či digitálním podpisům.
V roce 2018 založil společnost Alpha Industries, která se věnuje rozvoji a výzkumu umělé inteligence a projektům jako je Detektor urážek, Detektor emocí, nebo Magický deník. V roce 2022 dokončil program MBA v oblasti Startups and Entrepreneurship.

## Společnost Alpha Industries
V roce 2018 založil Jan Tyl start-up Alpha Industries, který se zabývá vývojem umělé inteligence. Už rok poté, v roce 2019, získala společnost ocenění AI Awards za nejlepší nápad v oblasti umělé inteligence. Ocenění získala za projekt Digitálního filosofa. V roce 2023 společnost pracuje na aplikaci pro školy a studenty Magický deník, která je ve fázi beta testování.
Mezi další projekty Alpha Industries v rámci výzkumu umělé inteligence patří emoční analýza, při které vycvičená hluboká neuronová síť rozpozná pocity v textech a sestaví emoční obraz osobnosti, analýza vulgárního textu v aplikaci Detektor urážek, projekt Klíčové slovo, kde chytrá síť rozpozná řečené „klíčové slovo“ a například spustí nějaké zařízení, nebo Generátor jmen.

## Projekty

### Matylda
Pro Českou televizi vytvořil pro předvolební superdebatu 2021 digitální personu (učící se algoritmus) zvanou Matylda, která politikům pokládala nevšední otázky. Matylda k tvorbě otázek dostala programy stran, hnutí a koalic týkající se budoucnosti a digitalizace a také životopisy jednotlivých předsedů. Na sociálních sítích se projekt setkal s kritickými ohlasy.

### Digitální filosof
Na podzim roku 2019 vznikl projekt Digitální filosof v rámci magisterského předmětu Současná filozofie, vyučovaného na Filozofické fakultě UK, a to ve spolupráci s vyučující oboru Studia nových médií Mgr. Dity Malečkové, Ph.D. a se studenty FF UK. Digitální filosofové jsou programy založené na hlubokých neuronových sítích, které důkladně prostudovaly díla známých filozofů a snaží se uvažovat jako oni. Cílem bylo propojit umělou inteligenci a filosofii i v prostředí vysoké školy.
V rámci projektu naprogramovali vedle Václava Havla i další myslitele jako Hannah Arendtovou, J. J. Rousseaua, nebo ekonoma Tomáše Sedláčka. Vygenerované osobnosti jsou pro běžné uživatele dostupné na vyzkoušení online.

### Digitální spisovatel
Digitální spisovatel je algoritmus umělé inteligence (neuronová síť kombinující technologie GPT-3 a Deep Tree), který tvoří vlastní literární texty na základě studia tisíců knih a dalších publikací lidských autorů.
V roce 2020 ho vytvořili Dr. Malečková spolu s Janem Tylem a týmem IT specialistů. Výzkumná skupina se zaměřila na architekturu algoritmů, které používala na generování literárních textů. Naučili tak neuronovou síť vystavět konzistentní příběh. Na projektu spolupracovali technici, odborníci na strojové učení a audiovizuální technologie, studenti ústavu Studií nových médií FF UK i spisovatelé.
Autorská díla Digitálního spisovatele se objevila v Českém rozhlase, pro který napsal sérii pěti povídek – sci-fi, milostný příběh, detektivku, horor a historický román. Dále se jeho díla objevila v Salonu práva, kde umělá inteligence vytvořila dvě povídky na téma “domov” ve stylu salonních povídkových cyklů.
Za Digitálního spisovatele byl Jan Tyl nominován na Prix Europa v kategorii Digital Media Project.

### DigiHavel
Od roku 2021 pracuje Jan Tyl na projektu DigiHavel. DigiHavel je digitální člověk inspirovaný prezidentem Václavem Havlem. Jedná se o prvního digitálního člověka – umělou inteligenci – využívanou ve výuce na českých školách, se kterou si žáci během výuky občanské výchovy pomocí okna povídají. Cílem je modernizovat české školství, učit děti přemýšlet, klást otázky a ověřovat fakta a především vzdělávat žáky o svobodě, demokracii a lidských právech.
DigiHavel reprezentuje osobnost Václava Havla, šíří dál jeho myšlenky a názory a umožňuje žákům rozvíjet digitální kompetenci. DigiHavel je společným projektem Konrad-Adenauer-Stiftung, Alpha Industries a Katedry občanské výchovy Pedagogické Fakulty Masarykovy Univerzity, zastřešený pod hlavičkou projektu Odpovědné občanství.
V roce 2022 je projekt ve fázi pilotního testování v hodinách občanské výchovy na vybraných školách. Od ledna 2023 se mohou zapojit také další školy v Česku. Výuka pomocí programu DigiHavel je vhodná pro 2. stupeň ZŠ, víceletá gymnázia a střední školy. Cílem je, aby se děti pomocí interaktivní debaty s DigiHavlem naučily kriticky myslet, nebyly v hodinách pouze pasivními pozorovateli a výuka byla zábavnější a hravější.

### Magický deník
V říjnu 2023 představil se společností Alpha Industries na pražské ScioŠkole projekt Magický deník. Do této aplikace si děti mohou zapisovat, co dělají během dne, na což je pomocí umělé intlegence generovaná otázka řešící jejich sebepoznání. Umělá intelignece všechny vstupy jednou týdně zpracuje a poskytne uživateli zpětnou vazbu. Tylův Magický deník je součástí širšího projektu, který nazval Hyperspace. Jeho cílem je za pomoci umělé inteligence vytvořit personalizovaný a individualizovaný vzdělávací program pro studenty a poskytnout tak širokému množství studentů kvalitnější vzdělávání.

### Hyperprostor
Na české multimediální platformě Newspark.cz tvoří od července roku 2023 pořad o umělé inteligenci Hyperprostor – Povídání o AI s Janem Tylem, kde pořádá rozhovory a diskuze na téma jako umělá inteligence a její vliv na školství nebo jak umělá inteligence mění svět a jeho poznávání. Mezi hosty pořadu patřili Eva Nečasová (designérka, výtvarnice a vývojářka počítačových her), Dita Malečková, Martin Jotov nebo Jan Rak.

### DigiMartin
V září 2023 představil v rámci inciativy Tvoříme šťastnější Česko: Zapomenuté štěstí AI aplikaci DigiMartin, což je digitální osobnost českého podnikatele Martin Jotova, který je výkonným ředitelem a spolumajitelem přední nanotechnologické společnosti a jedním ze zakladatelů neziskové společnosti The Human Potential Academy zaměřující se na duševní zdraví a pohodu.

### Molly
V roce 2022 vytvořil digitální personu Molly, která byla tváří festivalu elektronické hudby a vizuálního umění Lunchmeat, který se v Praze konal na přelomu září a října 2022. Byla schopna napsat například krátké bio interpreta, příspěvky na sociální sítě, nebo napsala i texty pro tiskovou mluvčí festivalu.

## Popularizace umělé inteligence
V rámci popularizace umělé inteligence vystoupil Jan Tyl v mnoha přednáškách, podcastech a rozhovorech s cílem přiblížit a zpřístupnit široké veřejnosti téma umělé inteligence.
Vystoupil například v pořadu Futuro na kanálu ČT :D, v pořadu Sama doma v České televizi, kde popisoval práci na projektu Digitální filosof, nebo v rozhovoru v DVTV, kde vysvětloval pokroky umělé inteligence v oblasti generování fotek z textu (text-to-image) a s tím související problémy s autorskými právy a zneužitím obsahu. Tématu kreativity, spolupráce umělce s umělou inteligencí a problémům s autorstvím se věnoval v pořadu ArtZóna na ČT art.
S Alenou Reslovou vystoupil v prosinci 2022 v pořadu Snídaně s Novou, aby představili veřejnosti projekt DigiHavel. Sám ho poté představoval v pořadu Dobré ráno v díle Mýty, kde i názorně ukazoval, jak bude aplikace fungovat.
V roce 2023 poskytl v rámci edukace o umělé inteligenci rozhovory pro Český rozhlas Dvojka, podcast CHEQTEQ, nebo vystoupil na Týdnu inovací.
Pro Goethe-Institut vytvořil digitálního Goetheho, který lidem dále přiblížil možnosti umělé inteligence v německém jazyce.